# Koháry István (országbíró)
Gróf csábrági és szitnyai Koháry István (Csábrág, 1649. március 11. – Csábrág, 1731. március 29.) magyar országbíró, hadvezér, politikus, költő.

## Gyermekévei
Koháry István és Balassa Judit elsőszülött gyermeke. 1649. március 11-én, a csábrági várban látta meg a napvilágot. Csábrág vára, amely akkor a török hódoltság határán feküdt, állandóan harckészültségben állt. Harcedzett vitézek védték a várat, ahonnan ki-kitörve gyakran megszorongattak török csapatokat. Ebben a környezetben  töltötte gyermekéveit.

## Tanulmányai
Tanulmányait alig nyolcévesen kezdte. Szeretett költeményeket memorizálni, és azokat elszavalni. Ifjú korában inkább zárkózott természetű volt, ezért sokan úgy gondolták, majd pap válik belőle. Tényleg volt benne hajlandóság e hivatás iránt, de elsőszülött fiú lévén más kötelezettségek hárultak rá. Amikor az elemi ismereteket a szülői háznál elsajátította, anyja unszolására Nagyszombatba küldték tanulmányainak folytatására, a jezsuita kollégiumba, amelyet akkoriban az egész ország tanulni vágyó nemes ifjúsága látogatott. Koháryval együtt tanultak a Zichy és az Erdődy család sarjai is. Néhány hónappal később apja Léva alatt, a törökökkel vívott csatában elesett, így az ekkor 15 éves fiú vált az addigra már országos szerepet játszó család legidősebb férfi tagjává. I. Lipót király a család hűségének biztosítására, alig néhány nappal apja halála után, július 25-én a füleki vár kapitányává nevezte ki. Tanulmányainak befejezéséig helyettesévé a német származású Unger Mártont nevezték ki. Nagyszombatban az oktatásnak három fokozata volt: a Facultas Humanitatis, a Facultas Artium és a legfelső, négyéves képzés a teológiai karon.
A kollégium befejezése után Lipót kívánságára a bécsi egyetemen folytatta tanulmányait. Itt a főúri házaknak és a királyi udvarnak is szívesen látott vendége volt. Ezt bizonyítja 1666 januárjában írott levele is, amelyben „szép és becsülletes köntöst” kér anyjától, „hogy mind Ő felsége s mind itt lévő nagy grófok s herczegek előtt becsülettel compareálhassak.”
Egyetemi tanulmányaik végeztével a hallgatók magisteri (doktori) vizsgát tettek, ünnepélyes keretek között, a bécsi Szent István-székesegyház harangjainak zúgásától kísérve. Koháry Istvánt az a kegy érte, hogy személyesen az uralkodó jelenlétében tarthatta meg disputációját (vitabeszédét): „A disputatiom pediglen minthogy ma egy hete Istennek hála elég szerencsésen dob- és trombitaszó alatt végbe ment… Ő felségének is magam bevittem (egy festett allegorikus képet) melyet Ő Felsége tüllem kedvesen vévén kiváltképpen való gratiájábul egy szép arany láncczal, mik 200 aranynál is többet nyomnak megajándékozott.”
A következő év januárjában részt vett Lipót császárnak Margit Terézia spanyol infánsnővel, IV. Fülöp király leányával kötött fényes esküvőjén, de ezután ezt írta: „Én mindazáltal ezeket éppen az jó Bécscsel együtt megunván, Nagyságodat kérem alázatosan, várjon maga szolgálattyára.”

## Harca a törökökkel és a kurucokkal

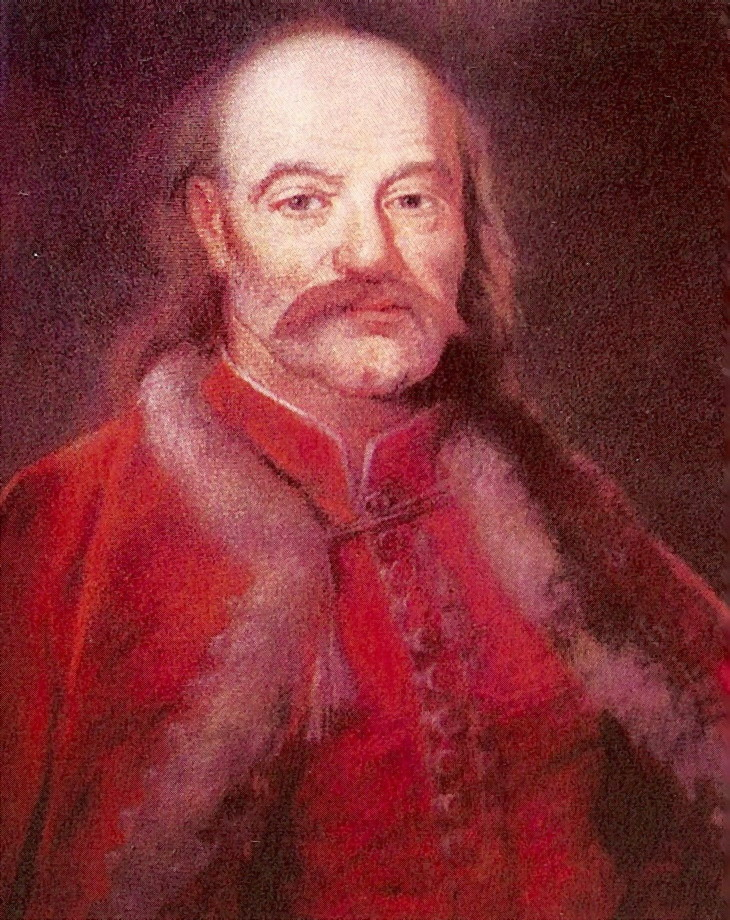
Koháry II. István gróf

1667 februárjában hazatért és átvette a füleki főkapitányságot. Ez abban az időben egyike volt a legfontosabb tisztségeknek, hiszen Fülek ekkor a török által megszállt Pest, Nógrád és Heves vármegyék királyi Magyarországban maradt részeinek központja volt. A füleki vár tisztikarának jelentős része protestáns vallású volt, akik idegenkedve fogadták új parancsnokukat. Koháry azonban megnyerő modorával hamarosan maga mellé állította a várnépet. Füleken sok tennivalója akadt, a vár nem a legjobb állapotban volt, ezért többször folyamodott jelentős segélyért a bécsi Haditanácshoz. A környék népét állandóan támadták a gyöngyösi és egri törökök, ezért a füleki vitézek számos alkalommal rajtuk ütöttek és visszavették zsákmányukat.
A Koháry név csakhamar rettegett lett a török előtt, ennek bizonyítéka az az eset, amelyet Kazy Ferenc hagyott ránk: „Egy ízben a török martalócok szállottak a Fülekhez közel eső faluba, s a jobbágyoktól szekereket és marhákat követeltek, a megrettent falubeliek már összegyűjtötték a zsákmányt, mikor az egyik falubeli a »Jön Koháry!« kiáltással szaladt a törökhöz. Erre a törökök a zsákmányt otthagyva szerteszét szaladtak.”
A törökkel való csetepatékat rövid idő múlva a bujdosók és kurucok támadásai váltották fel. 1678-ban a törökkel szövetséges Thököly hadai ostrom alá vették Füleket, de bevenni nem tudták és közben fegyverszünetet kötöttek, elvonultak a vár alól. Az uralkodó 1681-ben Sopronba országgyűlést hívott össze, ahol Koháry is részt vett. Rá esett az elégedetlenkedő protestáns és katolikus rendek közötti közvetítés feladata. Érdemeiért I. Lipót 1682-ben királyi kamarássá, belső tanácsossá és ezredessé nevezte ki.
Ebben az évben Thököly serege, kiegészülve a szövetséges török haddal és I. Apafi Mihály erdélyi fejedelem csapataival, ismét ostrom alá vette Fülek várát. A várvédők létszáma alig 2 000, az ostromlóké pedig 60 000 fő volt. Az ostrom augusztus 26-án kezdődött, egy hét múlva a védőknek már fel kellett adniuk a külső várat. Ekkor Ibrahim pasa, Szeldiusz pasa, Thököly és Apafi négy oldalról kezdték lövetni a várat. A várőrség szeptember 10–11-én, Koháry tudta nélkül alkudozásba kezdett az ostromlókkal, és szabad elvonulás ígérete fejében feladták a várat. Az őrség valóban menlevelet kapott, de maga Koháry, aki nem írta alá az egyezséget, Thökölyt a vár feladásakor török kutyának, a haza árulójának nevezte, és kijelentette, hogy ő tót királyt nem szolgál, fogságába került. A törökök felrobbantották a várat a győzelem jeléül, a várost is fölgyújtották és a földdel tették egyenlővé. Fontos iratok és levelek égtek el, valamint a legtöbb városi épület.
Koháryt először Regéc várába vitték, Zrínyi Ilona nemeslelkűsége segített elviselni rabságát. Thököly többször próbálta saját pártjára csábítani a rabot, de Koháry nem engedett. Ez annyira felbosszantotta fogvatartóját, hogy bizonyosan megölte volna Koháryt, ha Sobieski János lengyel király nem jár el az érdekében. Koháryt ezután Munkácsra vitték, ahonnan 1683 őszén sikertelen szökési kísérletet hajtott végre. Ezután Tokajba, Sárospatakra, majd Ungvárra szállították, ahol rendkívül szigorú őrizet alatt tartották.
Gyöngyösy így ír ezekről az évekről: „Esztendőknél tovább terjedő holnapok alatt minden társaságtól magányosan rekesztő: konyhai mosadékra hozatott zavaros vízzel, lovászok praebendájára süttetett száraz kenyérrel sanyargató: A mindenek szolgálatjára teremtetett napfénynek világosságátul elfogó: Sovány ebédét és tisztuló szükségét egy helyben végeztető: Az levegő égnek tikkantó rekettségéből az régi szemétnek, nedves penészéből származott dohossággal szédelegtető, és ugyanabból szaporán tenyésző szőke és barna hangyáknak gyakor serkengetésekkel nyughatatlanító, végre majd halálos betegséget nemző és másféle sok nyomorúságokkal teljes rabságokban tarták Nagyságodat.”
Rokonai először 1684-ben kaptak róla életjelt. Ezután már engedélyezték számára a külvilággal való kapcsolattartást. A következő év közepén, amikor Thököly szerencsecsillaga leáldozóban volt, a Koháryért kért, addig teljesíthetetlenül magas sarcot nyolc kuruc főtisztre mérsékelték. Koháry Farkas azonban hiába járta ki a kuruc foglyok szabadon bocsátását, a cseréből mégsem lett semmi. 1685 májusában, Schultz és Caprara tábornokok vezetésével sikeres hadjárat indult, sorra elfoglalták Thököly várait. Maga Thököly október 4-én a váradi pasa fogságába került. Caprara végül 1685 augusztusában utolsóként elfoglalta Ungvárt is, és kiszabadította Koháry Istvánt is, több mint három évnyi fogság után.

## A „Speculum Fidelitatis”
Koháryt a csaknem 38 hónapig tartó rabság nagyon megtörte. Többen azt tanácsolták neki, hogy ilyen állapotban jelenjen meg a császár előtt, hogy annak szánalmát felkeltse. Koháry azonban előbb Csábrágba vonult vissza, és csak miután elég erősnek érezte magát, jelent meg az udvarnál. Lipót kitüntető szívélyességgel fogadta, és miniszterei, fényes udvari kísérete előtt őt többször megölelve Speculum Fidelitatisnak, a hűség tükrének nevezte őt. Hősiességének színhelyét, Fülek várát örökös joggal a Koháry családnak adományozta. Híre külföldre is eljutott, így XI. Ince pápa dicsérő levéllel, díszkalappal, búcsúirattal tisztelte meg a kereszténység érdekében végrehajtott érdemeiért.
Lipót király a következő évben, 1685. július 15-én János és Farkas testvérével együtt grófi rangot adományozott neki, s Dunán inneni és bányavidéki kapitánnyá nevezte ki, e tisztségében harcolt Székesfehérvárnál, ahol a törököket csúfosan megverte. 1686-ban Buda visszafoglalásánál Koháry István a Lotaringiai Károly fővezér seregének bal szárnyát képező csapatok parancsnoka volt. Budát végül szeptember 2-án a keresztény seregek sikeresen elfoglalták. Amikor a fősereg továbbhaladt az ország többi részének felszabadítására, Koháryt nevezték ki Budavár parancsnokává. E tisztséget 1687 őszéig töltötte be. Az év novemberében ismét a harcmezőn találjuk Eger alatt, ahol a magyar csapatokat vezette a Hatvani kapu előtt. A törökök elszántan harcoltak, többször is megpróbáltak kitörni a várból, de Koháryék mindig visszaverték őket. Az egyik ilyen kirohanás során török golyó találta el, jobb kezét örökre megnyomorítva. Ennek ellenére Koháry megvárta a vár feladását. Eger közelében a Szépasszony-völgyet még a XIX. század első negyedében is Koháry-völgynek nevezték.

## A Rákóczi-szabadságharcban
1703-ban kitört a Rákóczi-szabadságharc. Koháry királypárti hadsereget szervezett, s a Vág vidékére vezette, itt egyesültek Forgách Simon gróf, Pozsony, Trencsén és Nyitra vármegye katonáival. Október 30-án Újbarsnál megverték Ocskayt és visszafoglalták Lévát. Rákóczi e hír hallatára Bercsényit és Károlyit küldte Koháryék ellen, akit Zólyomnál legyőztek.
1704-ben Koháry Széchényi Pál kalocsai érsekkel együtt képviselte az udvart a selmecbányai értekezleten, azonban e tárgyalások nem jártak sikerrel. 1707-ben az ónodi országgyűlés birtokait a kuruc tábornokok között osztotta szét. Csábrágot Bercsényi Miklós kapta meg, aki Kohárynak a vár kapuján olvasható jelmondatát:
leverette és helyébe ezt vésette:
Koháryt, aki Budán a Vízivárosban húzta meg magát, magányában is utolérte az uralkodói kegy, és József császár, az új uralkodó, hogy a jeles hazafit lekötelezze, altábornagyi rangot adományozott neki.
1709-ben Pálffy sikerrel visszafoglalta Koháry birtokait. 1711-ben József király Hont vármegye örökös főispánjává nevezte ki Koháryt.
Ebben az évben III. Károly került a trónra és a következő év végén a koronázó országgyűlésen 48 évi hű szolgálataiért a haditanács teljes fizetéssel nyugdíjazta és tábornaggyá léptette elő.
Az 1714 szeptemberében összehívott országgyűlésen a négy nádorjelölt között szerepelt, idős kora miatt azonban az országbírói tisztségre választották meg. Mivelhogy Eger ostrománál jobb keze súlyosan megsebesült, az országgyűlés felhatalmazta, hogy nevét ezüst pecsétbe vésesse és ezt használja hivatalos iratokon.
1715. évi XXIX. törvénycikk az országbiróról s annak itélőmesteréről
„Noha ugyan az 1655:23. és 1681:40. törvényczikkeknek, melyek kimondották, hogy az országbiró vagy annak itélőmestere Magyarország felsőbb részeiben tartozik székelni, a' jelen országgyülés folyama alatt azzal, hogy föméltóságu s méltóságos csábrági Koháry István gróf, Ő császári királyi felségének eme gróf ur iránt viseltető hajlamánál és kegyelménél fogva, tekintettel ennek a király s az ország iránt, békében és háboruban szerzett érdemeire is, a legutóbbi megüresedés alkalmával az említett országbirói hivatalra lépett elő s ez a' felső részekben székelő itélőmesterét kinevezte: ugyan e részek megvigasztalására, eleget tettek:
2. § És mivel a' fennczimzett új országbiró ur, a mult török háboru alkalmával, az akkor a törökök birtokában volt egri vár ostrománál, jobb kezén súlyosan megsebesülvén, s azt nem használhatván, hivatalos kötelességéhez képest a perlekedők folyamodására kiadni szokott törvénykezési és egyéb kiadványokat saját kezével alá nem irhatja, azért, nehogy e tekintetben valamely hiány vagy vita és a perlekedők közt kifogás alkalma merülhessen fel: Ő legszentségesebb felsége ugyanannak az országbiró urnak kegyesen megengedte, hogy nevét ezüst lapra vésethesse, és saját aláirása helyett annak lenyomásával élhessen az emlitett országbirói hivatalhoz tartozó összes kiadványoknál.”

## Utolsó évei
1715-ben mint a bíróság elnöke járt el Korponay Jánosné, a „lőcsei fehér asszony” perében. Koháry az ítéletet két évig halogatta, de végül a királyi parancsnak engedelmeskedve a vádlottat felségsértésért lefejezték.
1723-ban az országhatárt vizsgáló bizottság tagja volt. Ezután már alig szerepel. Visszavonultan élt csábrági várában, családja körében. Súlyosabb betegségek csak 1731 januárjától kezdték gyötörni. Végül húsvét után három nappal, március 29-én, 82 évesen, csendesen elhunyt.

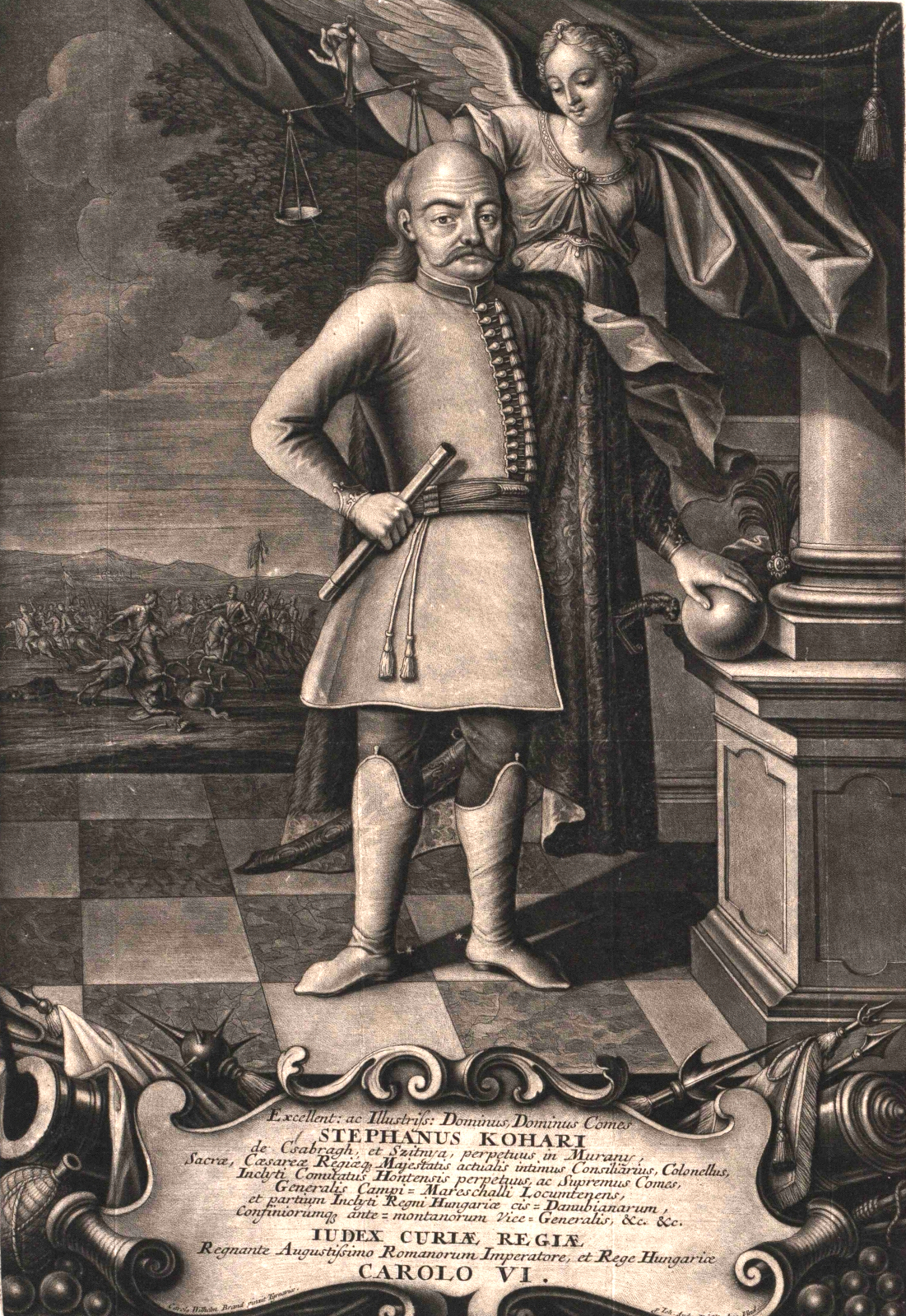
Koháry II. István, országbíróvá választásakor

## Alapítványai, jótékonysága
Jobbágyainak igazi atyja volt. Kecskemét városa, amelynek földesura volt, nemegyszer mutatta ki ragaszkodását iránta. Amikor Kecskeméten a protestánsok fatemploma leégett, utasította az elöljáróságot, hogy jelöljön ki templomépítésre alkalmas helyet a protestánsok részére.
Jótékony célokra több mint 600 000 forintot áldozott. Ebből több mint 100 000 forintot szegény tanulók segélyezésére rendelt. Nem feledkezett meg a nagyszombati kollégiumról sem, amelynek egykor ő is tanulója volt.
Kecskeméten piarista gimnáziumot alapított, a pesti piarista iskola építéséhez ő adta az induló tőkét. Debrecenben a piarista gimnáziumot pedig 31 növendékre konviktussal (lakás- és étkezési lehetőséggel) látta el. Fülek ferences temploma és kolostora 1682-ben a várossal együtt megsemmisült. 1694 és 1727 között gróf Koháry István építtette újjá barokk stílusban. A 21. század elején renoválták.
Koháry István jelentős mecénási tevékenységet is kifejtett, támogatta korának legkedveltebb íróját, Gyöngyösi Istvánt is.
Gyöngyösön, ahol birtokos volt, 1725-ben az elaggott, szegény sorsú emberek számára saját telkén menedékházat építtetett, és gondoskodott az ellátásukról. A gimnázium új épülete is Koháry-telken létesült 1899-ben. Az iskola tanulóinak segélyezésére alapítványt létesített: 750 rajnai forint az esztergomi főkáptalan kezelésében, illetve 1500 rajnai forint Gyöngyös városánál. Ezek kamata 74 forint, illetve 90 forint. A gyöngyösi gimnázium 1923. május 13-án felvette Koháry István nevét. (A gimnázium 1955-1970-ig Bottyán János, 1970-től Berze Nagy János nevét viseli.)
(1723-ban Pozsonyban kelt végrendeletében a gyöngyösi gimnáziumról is megemlékezik, a szegény tanulók részére „750 rhénusi (rajnai forintot) hagyományozva”.)
```
                                      

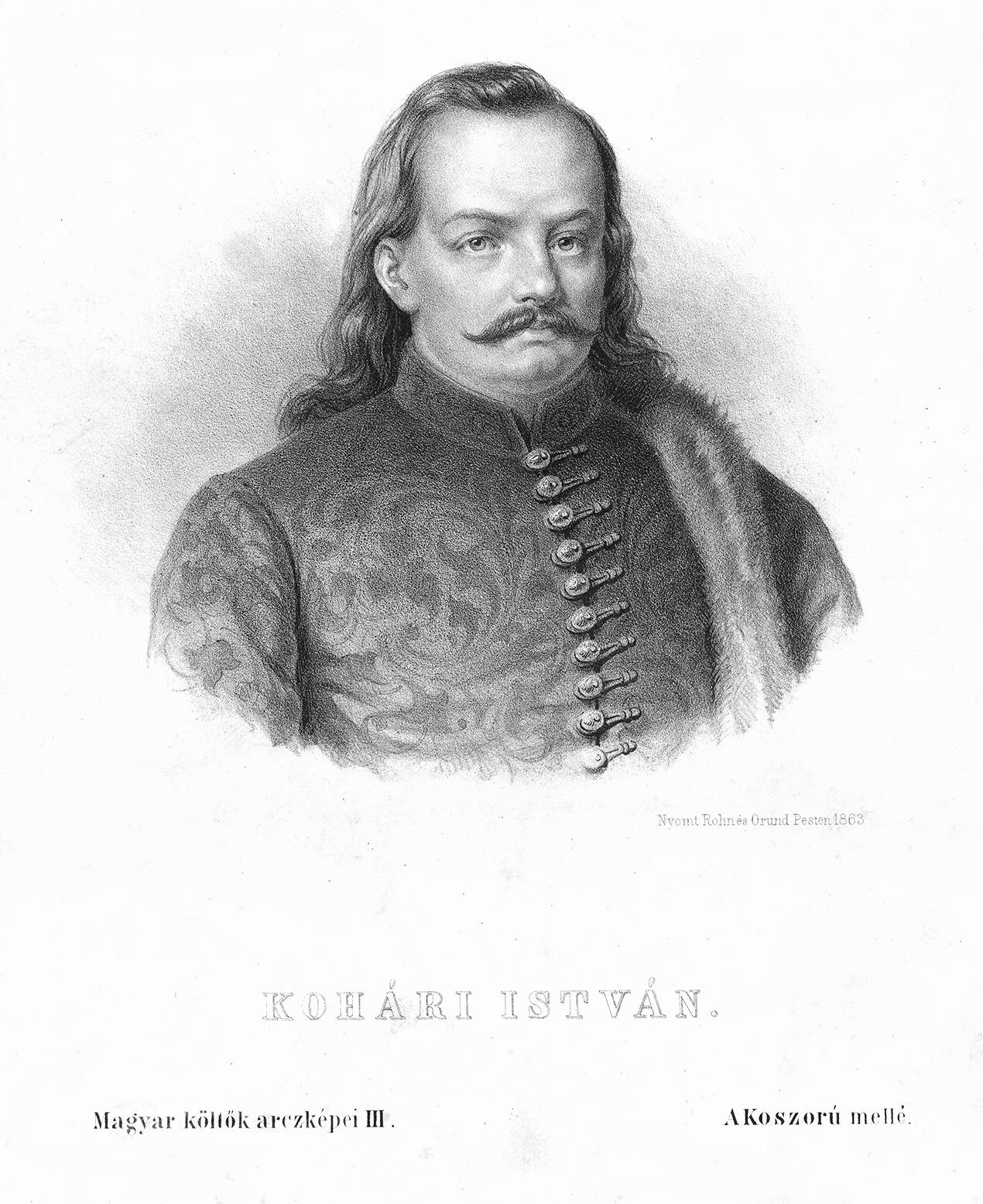
Koháry István

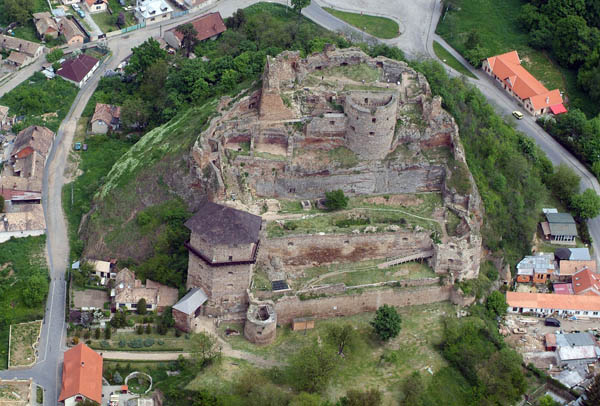
A füleki vár

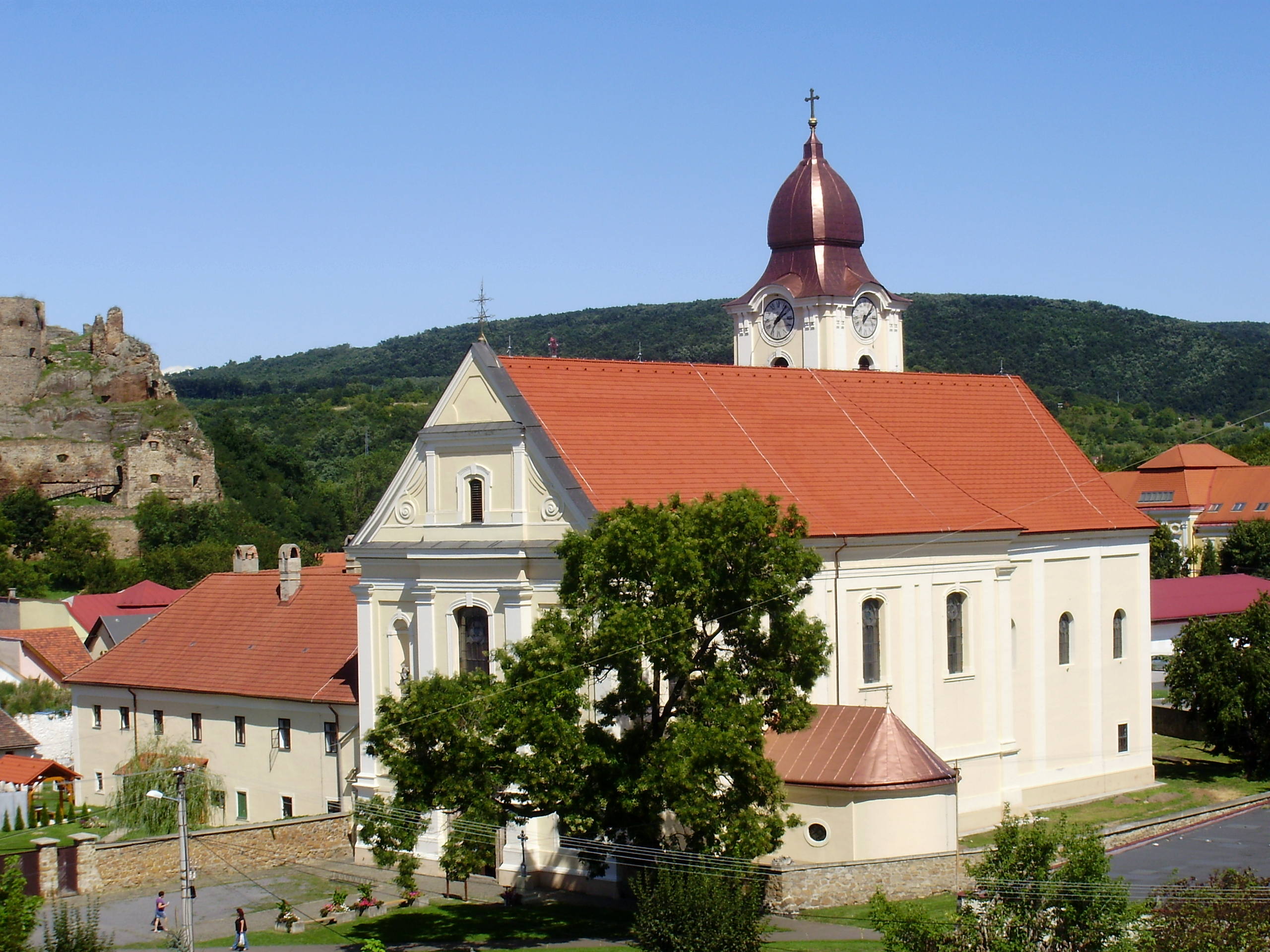
A füleki ferences templom és monostor

CSALÁRD CUPIDÓNAK

                           
kegyetlenségét megösmérő és annak mérges

                                        
nyilát kerülő

                                   
TISZTA ÉLETNEK GENIUSA,

                                            
melyet

                          
a versek olvasását kedvelő magyar ifjaknak

                    
kedvekért, maga mulatságában, más unalmas dolgaitul

                               
üresedve írt és a méltóságos gróf

                                       
KOHÁRY ISTVÁN ÚRNAK,

                      
Csábrág és Szitnya várainak örökös urának, császár

                          
és koronás király urunk őfelsége tanácsának,

                      
komornyikjának, mezei ezreskapitányának és a Duna

                          
mellett lévő végházai vicegenerálisának etc.,

                                
nagy jó urának ajánlott alázatosan

                                 
1695. esztendőben Régi szolgája

                                       
Gyöngyösi István
[
5
]
```

## Művei
Koháry István ismerte a latin mondást, miszerint „poeta non fit sed nascitur (költővé nem válunk, hanem születünk)”. Magát inkább katonának tartotta, versfaragásba csak kényszerűségből, fogsága évei alatt kezdett.
Versei börtönéveiről, viszontagságairól szólnak, vallásos és erkölcsi tartalmúak. Mivel nem mindig tudta leírni, gyakran fejben memorizálta azokat. Több mint 10 000 verset írt. Költeményeit az irodalomtörténet a barokk főúri költészet lezárásának tekinti.
Megjelent művei:
- Sok óhajtás közben, inségviselésben, éhségszenvedésben, keserves rabságban Munkács kővárában szereztetett versek (5 füzetben adta ki, 1720);
- Üdőmulatás közben szerzett versek (1687-ből, midőn Eger alatt vett sebében sinlődött)
- Sokféle kereszttel elkeseredett embernek kikoholt verse (1706-beli budai elvonultsága idejéből)
- Elvénült embernek búsuló gondolatai (1721)
- Hol egyszer s hol másszor kifaragott s összveszedett, rongyából leirt fűzfaversek (1726)
- Rozsnyai Dávid, Koháry István, Petrőczy Kata Szidónia és Kőszeghy Pál versei; sajtó alá rend. Komlovszki Tibor, S. Sárdi Margit; Balassi, Budapest, 2000 (Régi magyar költők tára, XVII. század)
- "Sok jókkal áldgyon Isten benneteket". Gróf Koháry István levelei Kecskemét város főbíróihoz és tanácsához, 1673–1730; szerk., bev. Péterné Fehér Mária, közrem. Hajagos Csaba; Kecskemét Írott Örökségéért Alapítvány, Kecskemét, 2014 (Kecskeméti örökség könyvek)

## Emlékezete
- 1973-as "Csínom Palkó" magyar történelmi, zenés kalandfilmben, Márkus László személyesítette meg Koháry grófot!
- A 47. sz. füleki cserkészcsapat fölvette a nevét és igen elhanyagolt kúriáját birtokba véve, folyamatosan belakják és lakhatóvá teszik, a fellelt tárgyi emlékeket megőrzik[6]

## További hivatkozások
- Illéssy János: Gróf Koháry István élete és munkái (1885)
- Sárváry Béla: Koháry István. (in: Történelmi visszhangok élet-, jellem- és korrajzokban. Pest, 1857. 33-68. old. Online)
- Illéssy János: Gróf Koháry István élete és munkái; Szödi Ny., Karcag, 1885
- Komárik István: Gróf Koháry István élete; Malatin Ny., Kalocsa, 1891
- Kis Lőrinc: Gróf Koháry István költészete; Attila Ny., Budapest, 1914
- Vékony István: Koháry István gr. élete tekintettel a kecskeméti kegyesrendi társház és gimnázium alapítására; Első Kecskeméti Ny., Kecskemét, 1915
- Visnyei Lajos: A legkatolikusabb főúr. Szitnyai és csábrági gróf Koháry István hadvezér, országbíró és költő, 1649–1731; szerzői, Vác, 1998
- Komjáti Zoltán Igor: Egyetértésben a közös érdekért. A füleki végvár működtetése, Koháry István főkapitánysága idején, 1667–1682; Vámbéry Polgári Társulás, Dunaszerdahely, 2015 (Discussiones Filekienses)
- Koháry István emlékkönyv a kecskeméti piarista gimnázium alapításának 300. évfordulójára; szerk. Kozicz János, Koltai András; Piarista Rend Magyar Tartománya–Piarista Gimnázium, Kollégium, Általános Iskola és Óvoda, Budapest–Kecskemét, 2015 (Magyarország piarista múltjából)